# Pleodendron
Pleodendron es un género de la familia Canellaceae, oriundo de Sudamérica. Contiene tres especies:

## Taxonomía
El género fue descrito por Philippe Édouard Léon Van Tieghem y publicado en Allgemeine Gartenzeitung 9(50): 396. 1841. La especie tipo es: Pleodendron macranthum Tiegh.

## Especies aceptadas
A continuación se brinda un listado de las especies del género Pleodendron aceptadas hasta octubre de 2013, ordenadas alfabéticamente. Para cada una se indica el nombre binomial seguido del autor, abreviado según las convenciones y usos.
- Pleodendron costaricense N.Zamora, Hammel & Aguilar
- Pleodendron ekmanii Urb.
- Pleodendron macranthum Tiegh.[3]